# Voie maritime de Naantali
La voie de Naantali (finnois : Naantalin väylä) est une voie maritime allant de Utö à Parainen jusqu'au port de Naantali en Finlande.

## Caractéristiques
La voie commence du côté sud d'Utö près du phare de Formansbådan et traverse l'archipel finlandais jusqu'au port de Naantali. 
La profondeur de la voie navigation est de 15,3 mètres et c'est l'un des chenaux les plus profonds de la zone maritime finlandaise, ainsi que la plus longue voie maritime avec une longueur de 120 kilomètres. 
Jusqu'en 2009, la voie avait 13 mètres de profondeur.
les grands pétroliers M/T Mastera et M/T Tempera à destination de la raffinerie de Naantali peuvent utiliser leur pleine capacité de 105 000 tpl.

## Conditions de navigation
La partie extérieure de la voie entre Utö et le phare de Kalkskärskobb est un archipel clairsemé où la navigation radar et le pilotage par mer agitée sont difficiles. 
La partie de Kalkskärskobb à Smörgrund est clair et facile à naviguer, et plus loin de Smörgrund au port est abrité et bien marqué. 
Les détroits de Smörgrund et de Lövskär et le site du traversier ferroviaire de Riskholmen nécessitent une attention et une prudence particulières.

## Galerie

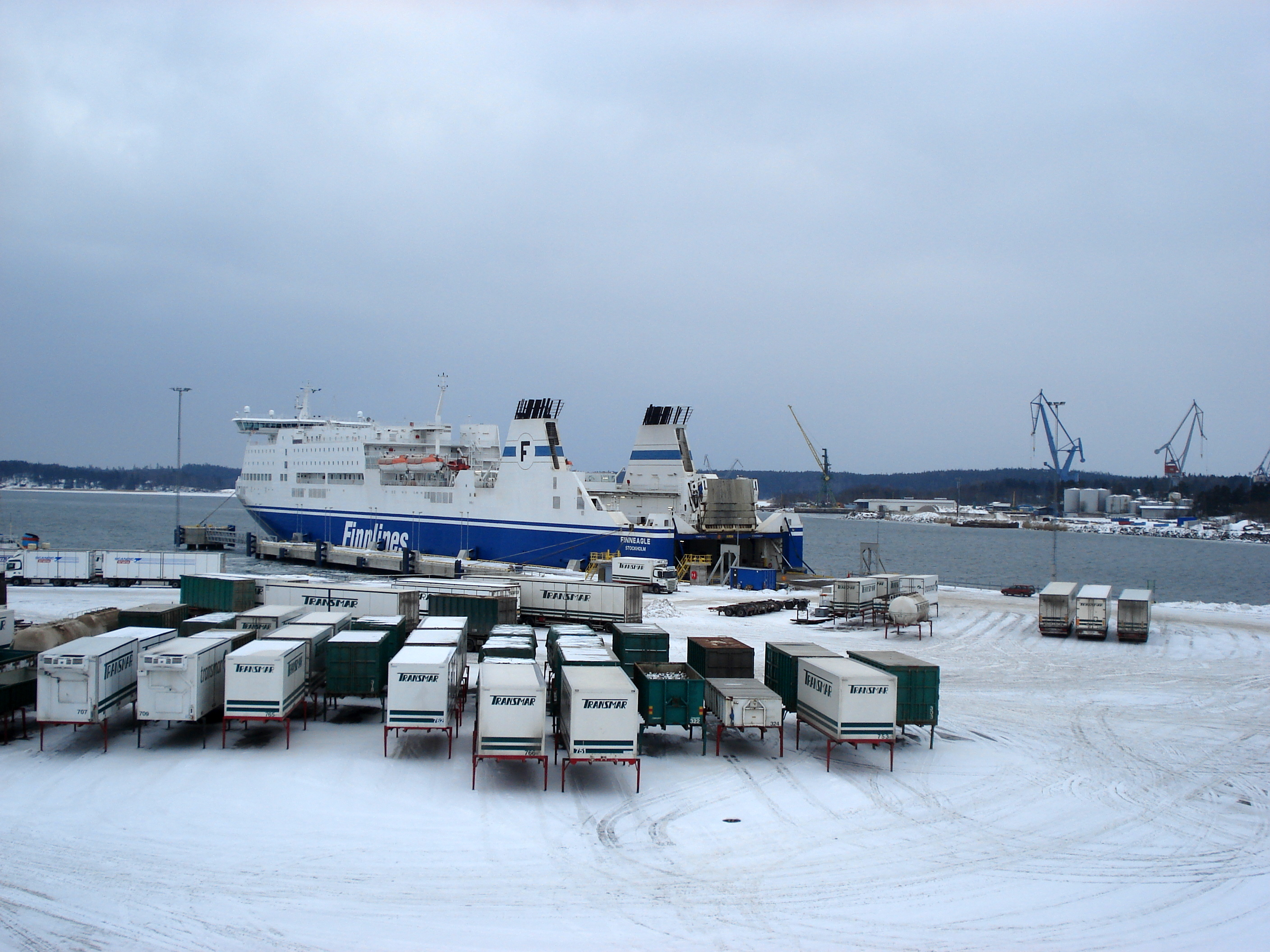
Le Finneagle au port de Naantali.
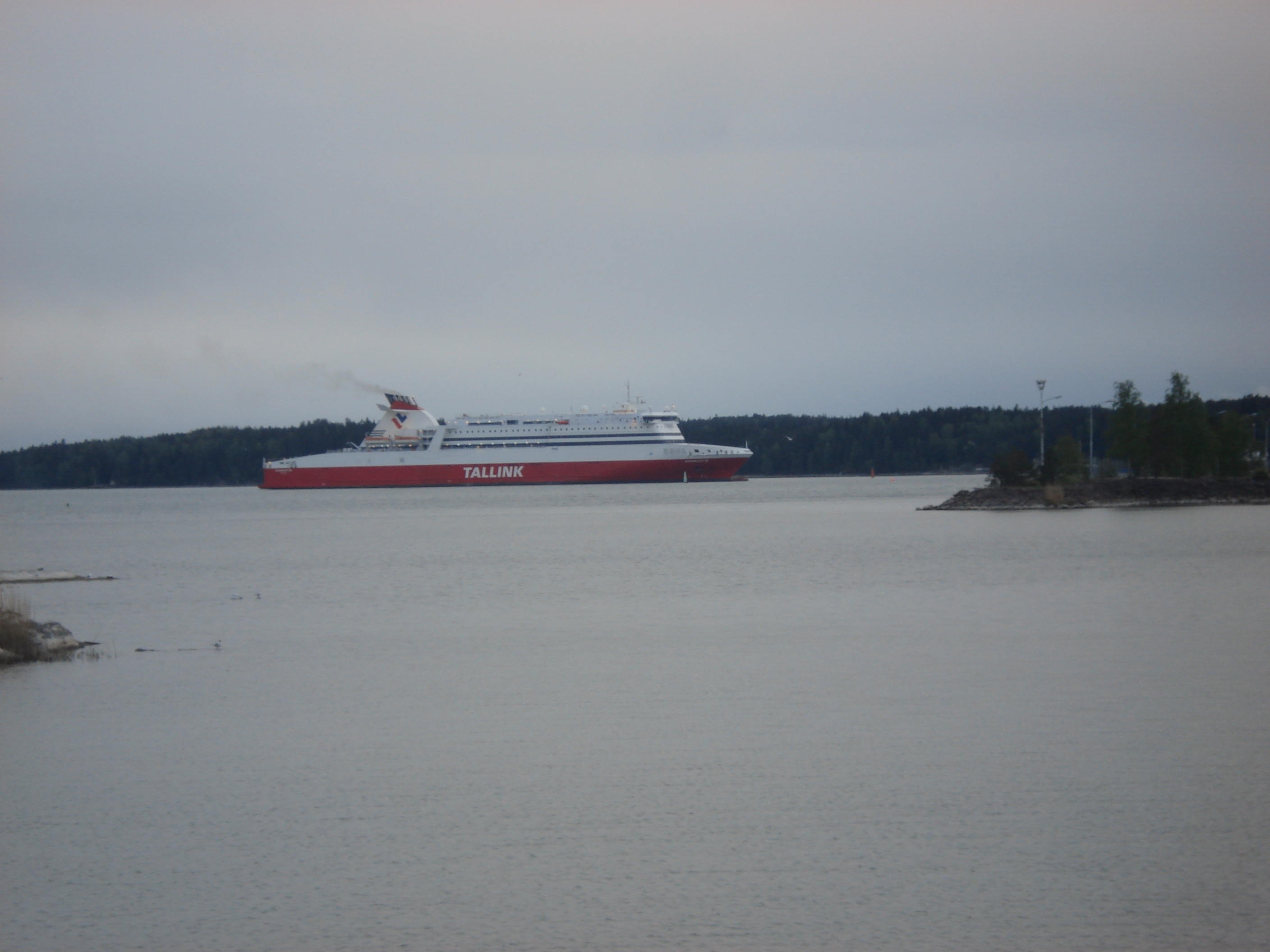
MS Superfast VII en route vers le chantier naval de Turku.